# Дьяконова, Елизавета Александровна
Елизаве́та Алекса́ндровна Дья́конова (15 [27] августа 1874, Нерехта, Костромская губерния — 29 июля [11 августа] 1902, близ озера Ахензе, Тироль, Австро-Венгрия) — автор «Дневника русской женщины», публицистических статей, рассказов и стихов.

## Биография
Родилась первой из пяти детей 15 (27) августа 1874 года в небогатой купеческой семье Александра Дьяконова и его жены Александры, урождённой Горшковой, в городе Нерехте Костромской губернии. Училась в Нерехтской Мариинской прогимназии. Отец, потомственный почётный гражданин, умер в 1887 году, и семья переехала в Ярославль. Лизу устроили в женскую гимназию при Сиротском доме. Мать была женщиной строгой, капризной. Дьяконова, как и её сестра Валентина и братья, много читала, рано познакомилась с запрещённой литературой, которую приносил репетитор её брата, студент Демидовского юридического лицея. После смерти отца дети получили свою долю наследства, по достижении совершеннолетия они имели право распоряжаться деньгами по своему усмотрению.
Окончив в 1891 году гимназию с серебряной медалью, Елизавета Дьяконова решила поступить на Высшие женские курсы. Мать была категорически против. Лишь достигнув совершеннолетия и проявив «неженскую» настойчивость, Дьяконова стала слушательницей Бестужевских женских курсов в Петербурге. Учась на курсах, девушка активно участвует в общественной жизни.
После окончания курсов в 1899 году перед Дьяконовой встал вопрос о дальнейшей деятельности. Она решила посвятить себя юриспруденции, добивается приёма у министра юстиции, но получает отказ: женщинам не разрешается заниматься адвокатурой. В 1899—1900 годах работает в библиотечной комиссии Общества распространения начального образования и др. учреждениях в Ярославле. Для получения полноценного юридического образования в декабре 1900 года Дьяконова уехала во Францию и поступила на юридический факультет Сорбонны. Таи испытывала недоедание, плохие квартирные условия, обострившуюся неразделённую любовь. Врачи рекомендовали ей вернуться на родину. скончалась по дороге в Россию в горах австрийского Тироля 29 июля (11 августа) 1902 года. Содержание последних записей «Дневника» наводило некоторых читателей на мысль о самоубийстве, однако брат Дьяконовой категорически отрицал это. Похоронена в Нерехте.

## Дневник и творчество
В 1890-х годах Дьяконова начинает печатать публицистические статьи в газетах: «О воспитании любви к родной стране», «Нужны ли казённые деньги для того, чтобы замечать окружающие предметы», «Не странно ли?», «Школы и братство Николая Неплюева», «Женское образование», «О женском вопросе»); пытается писать рассказы: «Отчего?» («Журнал для всех», июль 1900; одобрен Владимиром Короленко), «Выстрел», «Благотворительность», «Сватовство», «Под душистою ветвью сирени» (получил серебряную медаль на конкурсе парижских студентов).
С 11 лет и до конца жизни Елизавета Дьяконова вела дневник. Вскоре после гибели её брат собрал все записи, письма, стихи, статьи и опубликовал под одной обложкой в 1905 году. Книга получила немало благожелательных откликов и до революции 3 раза переиздавалась (последний раз в 1912 году). Василий Розанов назвал дневник «явлением глубоко национальным, русским», «одной из самых свежих русских книг конца XIX века». Дневник отражает внутреннюю жизнь автора, а также даёт представление о жизни молодёжи, студенчества 1890-х годов. Кроме того, это знаменательный документ женского движения в России и яркое литературное произведение. Критика и читатели нередко противопоставляли её дневнику художницы Марии Башкирцевой, где в центре внимания героини — не общественная жизнь, а искусство и психологические переживания.
При общей яркости и точности рисуемых в дневниках картин жизни, отмечается, что их поздние части, рассчитанные на читателя, содержат и долю художественного вымысла. Даже сама героиня в «повести» об учёбе за границей иногда фигурирует под фамилией Попова: отсюда сравнение с более характерным для второй половины XX века жанром автофикшна.

## Издания дневника
- Дьяконова Е. А. Дневник (1888—1895), т. 1. — СПб.: Типография М. П. С. (Т-ва И. Н. Кушнерев и Ко), 1905. — 332 с.
Дьяконова Е. А. Дневник. На высших женских курсах (1896—1899), т. 2. — СПб.: Типография М. П. С. (Т-ва И. Н. Кушнерев и Ко), 1905. — 300 с.
Дьяконова Е. А. Дневник русской женщины. Париж (1900—1902), т. 3. — СПб.: Типография М. П. С. (Т-ва И. Н. Кушнерев и Ко), 1905. — 242 с.
- Дьяконова Е. А. Дневник Елизаветы Дьяконовой. 1886-1902. — Издание В. М. Саблина, 1912. — 838 с. (4-е издание, дополненное, под редакцией и со вступительными статьями А. А. Дьяконова, брата Елизаветы; книга содержит также литературные этюды, стихотворения, статьи и письма.)

- Дьяконова Е. А. Дневник русской женщины. — Захаров, 2004. — 480 с. — (Биографии и мемуары). — 3000 экз. — ISBN 5-8159-0398-1.
- Дьяконова Е. А. Дневник // Фотография женщины. — М.: Кирцидели, 2005. — С. 263—601. — 672 с. — 1000 экз. — ISBN 5-87399-121-9. (с примечаниями; в книгу включены некоторые статьи и письма; послесловие А. Эткинда)
- Дьяконова Е. А. Дневник русской женщины. — М.: Издательский дом Международного университета в Москве, 2006. — 672 с. — (Зерно вечности). — 2000 экз. — ISBN 5-9248-0102-0. (книга содержит также литературные этюды, стихотворения, статьи)
- Дьяконова Е. А. Дневники русской женщины. — М.: Эксмо, 2023. — 768 с. — 3000 экз. — ISBN 978-5-04-173148-9.
- Дьяконова Е. А. Дневник русской женщины. — М.: КоЛибри, Азбука-Аттикус, 2025. — 800 с. — 3000 экз. — ISBN 978-5-389-27193-7. (предисловие Марии Нестеренко)